# Instituto Panruso de Investigación Científica de Física Técnica
El VNIITF o Instituto Panruso de Investigación Científica de Física Técnica (en ruso: Всероссийский Научно-Исследовательский Институт Технической Физики), es el segundo centro de investigación sobre armas nucleares creado en la Unión Soviética después de la Segunda Guerra Mundial, siendo el primero el Instituto Panruso de Investigación Científica de Física Experimental (VNIIEF) ubicado en Sarov. Es el origen de la actual ciudad de Snézhinsk, en el óblast de Cheliábinsk.

## Historia
El Consejo de Ministros de la Unión Soviética, el 31 de julio de 1954, tomó la decisión de establecer un segundo centro de investigación de armas nucleares. La creación oficial del Instituto en el emplazamiento llamado Chelyabinsk-70, hoy Snézhinsk, data del 5 de abril de 1955.
El sitio, originalmente llamado Instituto de Investigación Científica Nº 1011 (НИИ-1011), es el más conocido en occidente bajo su nombre actual Centro Nuclear de la Federación Rusa - Instituto Panruso de Investigación Científica de Física Técnica (en ruso: Российский федеральный ядерный центр - Всероссийский Научно-Исследовательский Институт Технической Физики), cuyo acrónimo es RFYaTs-VNIITF, frecuentemente abreviado a VNIITF.
El responsable de la puesta en marcha del Instituto fue K. I. Shchelkin, quien se convirtió en el primer supervisor científico y diseñador jefe del Instituto. El personal del nuevo Instituto pertenecía en gran parte al sitio de Sarov (Arzamas-16), un tercio de los cuales fueron transferidos a Chelyabinsk-70. Los primeros especialistas llegándose en agosto de 1955.
Inmediatamente después de la organización del Instituto, Y. I Zababakhin ocupó el puesto de supervisor científico adjunto , después de la partida de K.I. Shchelkin (1960), se convirtió en asesor científico y trabajó en este puesto durante 25 años hasta su muerte.
Decreto del Presídium del Sóviet Supremo de la URSS del 29 de julio de 1966 por méritos en la creación y producción de un nuevo especial. técnicas y la implementación exitosa de los planes de 1959-65. fue galardonado con la Orden de Lenin.
Decreto del Presídium del Sóviet Supremo de la URSS del 16 de octubre de 1980 por méritos en la creación de un nuevo especial fue galardonado con la Orden de la Revolución de Octubre.
La existencia del Instituto y la ciudad Chelyabinsk-70 permaneció en secreto hasta 1992. El Instituto tomó su nombre actual el 28 de febrero de ese año y la ciudad el año siguiente.

## Desarrollos
Desde el principio, el instituto ha trabajando en el desarrollo de todo tipo de cabezas nucleares, desde gran podetencia a miniatura.
Muchas de las obras del instituto se llevaron a cabo en competencia con RFNC-VNIIEF . En varias direcciones - complejos navales estratégicos , misiles de crucero , bombas aéreas, artillería - el trabajo se llevó a cabo principalmente en RFNC-VNIITF.
Las obras dirigidas a la miniaturización de los sistemas, asegurando su mayor eficiencia, características técnicas y operativas mejoradas, se han vuelto altamente significativas. Se desarrolló una actitud crítica hacia el desarrollo de sistemas de defensa antimisiles balísticos. El Instituto reaccionó con moderación al programa de creación de bombas superpoderosas con la mayor liberación de energía, pero incluso en esta clase de cargas el desarrollo del instituto se caracterizó por una mayor eficiencia en comparación con los productos VNIIEF.
El área de pruebas (objeto 108-k) de RFNC-VNIITF se situó en el polígono de prueba de Semipalatinsk. En particular, las ojivas nucleares del sistema de defensa antimisiles A-135 "Amur" se probaron allí .
La mayoría de las cabezas nucleares únicas en varios aspectos se crearon en RFNC-VNIITF:
- adoptó la primera carga termonuclear (1957)[3]
- La ojiva nuclear del misil balístico R-13 para un submarino diésel (1960)[3]
- El desarrollo de la primera bomba de hidrógeno (1962)[3]
- La cabeza más pequeña para un proyectil de artillería de calibre 152 mm (1975);
- La unidad de combate más fácil para las Fuerzas Nucleares Estratégicas;
- la más duradero y resistente al calor, capaz de resistir presiones de hasta 750 atm y calentar hasta 120 °C, destinado a fines pacíficos;
- la más resistente a los golpes, que soporta sobrecargas de más de 12,000 g;
- la más económica en términos de consumo de materiales fisionables;
- Las armas nucleares más limpias diseñadas para usos pacíficos, en las que el 99.85% de la energía se produce mediante la síntesis de núcleos de elementos ligeros;